# Medaglia di benemerenza per i volontari della Guerra 1940-45
La medaglia di benemerenza per i volontari della Guerra 1940-45 fu istituita dal Governo italiano con il Decreto legislativo n. 1054 del 1948 che estese la concessione della medaglia di benemerenza per i volontari della guerra italo-austriaca 1915-1918 a tutti coloro che si erano arruolati volontariamente ed avevano preso parte alla Seconda guerra mondiale in modo degno di encomio.
Il provvedimento istitutivo, ratificato nel 1953, è stato abrogato nel 2010.

## Criteri di eleggibilità
L'estensione della concessione riguardava coloro che tra il 10 giugno 1940 e l'8 maggio 1945 si erano trovati in entrambe le seguenti condizioni:
1. avevano partecipato presso reparti od unità operanti ad operazioni di guerra riportando una delle seguenti decorazioni o distinzioni:

- ricompense al valor militare;
- promozione od avanzamento per merito di guerra, o trasferimento nei ruoli del servizio permanente per merito di guerra;
- distintivo di ferito o mutilato di guerra;
- croce al merito di guerra.

1. erano appartenenti ad una delle seguenti categorie che avevano chiesto ed ottenuto, senza esservi obbligati per legge o per disposizioni di richiamo, di arruolarsi in una delle Forze armate dello Stato o di essere incorporati in reparti od unità operanti:

- già riformati arruolatisi spontaneamente; qualora fosse stata ordinata la revisione dei riformati della classe di appartenenza dei militari, la data di incorporazione doveva essere anteriore almeno di tre mesi a quella del provvedimento che li avrebbe chiamati a visita, tale limite di tempo non si applicava ai caduti sul campo o periti in seguito a ferita o dichiarati dispersi in azioni di guerra;

- militari che, dichiarati non idonei ai servizi di guerra per ferite riportate in guerra o per sopravvenuta infermità, erano ritornati spontaneamente a far parte dei reparti o unità di cui al precedente punto 1.;

- militari che, dichiarati permanentemente inabili ai servizi di guerra per infermità preesistenti, erano stati incorporati a loro domanda nei reparti o unità di cui al precedente punto 1.;

- incorporati, in seguito ad arruolamento volontario, in reparti o unità di cui precedente punto 1. almeno tre mesi prima della data di avviamento alle armi del primo scaglione della propria classe di leva, tale limite di tempo non si applicava ai caduti sul campo o periti in seguito a ferita o dichiarati dispersi in azioni di guerra;

- esentati comunque dal servizio militare che avevano chiesto ed ottenuto, rinunciando alla esenzione, di essere incorporati nei reparti od unità di cui al precedente punto 1.;

- non più soggetti per ragioni di età ad obblighi di servizio militare, che erano stati incorporati in seguito ad arruolamento spontaneo;

- residenti all'estero, dispensati dal rispondere alla chiamata alle armi per mobilitazione, che a domanda erano rimpatriati per essere incorporati;

- ufficiali in congedo che, in seguito a domanda di richiamo alle armi per essere inviati in reparti combattenti, erano stati richiamati per effetto della domanda stessa; sottufficiali, graduati, militari di truppa e comuni in congedo illimitato che, in seguito a domanda di richiamo alle armi, erano stati incorporati almeno tre mesi prima del richiamo della classe, arma, categoria e specialità alla quale appartenevano, tale limite di tempo non si applicava ai caduti sul campo o periti in seguito a ferita o dichiarati dispersi in azioni di guerra;

- militari che, trovandosi nelle condizioni di poter beneficiare di un provvedimento di congedo illimitato, o provvisorio, o di licenza illimitata, vi rinunciarono espressamente per seguire il proprio reparto in operazioni di guerra, o per essere inviati in reparti destinati ad operazioni di guerra;

- marittimi imbarcati su navi mercantili iscritte nel naviglio ausiliario dello Stato, che trovandosi nelle condizioni di cui all'art. 17 del regio decreto-legge 19 settembre 1935, n. 1836, per ottenere lo sbarco, non l'avevano chiesto, rimanendo a bordo in qualità di militari a grado temporaneo;

- cuochi, domestici e panettieri imbarcati su navi, che, trovandosi nelle condizioni di cui all'art. 2 della legge 30 gennaio 1941, n. 152, per ottenere lo sbarco, non lo avevano chiesto, rimanendo in qualità di militari a grado temporaneo;

- specialisti di aeronautica che prosciolti dalla ferma avevano chiesto ed ottenuto, senza averne più obbligo, di rimanere presso i reparti di volo operanti.

### Esclusioni dalla concessione
Erano esclusi dalla concessione della medaglia di benemerenza i disertori, anche se, per effetto dell'amnistia, non era intervenuta condanna penale.
Se non era intervenuta sentenza irrevocabile di condanna, entro sessanta giorni l'interessato poteva ricorrere avverso il provvedimento dell'autorità militare con cui era stata negata la concessione della benemerenza, al Ministro per la difesa, questi decideva in via definitiva, sulla base dei fatti già accertati, delle eventuali risultanze processuali, nonché di ogni altro necessario accertamento.
Erano esclusi dalla concessione della medaglia anche i militari che, sottoposti a valutazione per il loro comportamento all'atto e dopo l'armistizio dell'8 settembre 1943, non erano stati discriminati ovvero, se discriminati, avevano riportato sanzioni disciplinari per aver prestato servizio militare o civile alle dipendenze di autorità tedesche o per aver prestato servizio militare in formazioni della Repubblica sociale italiana o per aver prestato giuramento a quest'ultima. 
Tale esclusione non operava nei confronti di coloro che, partecipando successivamente alla guerra od alla lotta di liberazione, erano caduti o erano restati mutilati od invalidi o avevano conseguito decorazioni al valore o la croce al merito di guerra.

## Insegne
La medaglia ed il nastro sono gli stessi previsti per i volontari della guerra italo-austriaca 1915-1918 a parte i millesimi sul verso che si possono trovare in numeri arabi «1940-1945» di produzione privata ed in numeri romani «MCMXL-MCMXLV» con la Z della Zecca di Roma.